# Coptocephala hellenica
Coptocephala hellenica es un coleóptero de la familia Chrysomelidae.
Fue descrita científicamente en 1991 por Warchalowski.